# Phthinia zaitzevi
Phthinia zaitzevi är en tvåvingeart som beskrevs av Eberhard Plassmann 1990. Phthinia zaitzevi ingår i släktet Phthinia och familjen svampmyggor.
Artens utbredningsområde är Sverige. Arten är reproducerande i Sverige. Inga underarter finns listade i Catalogue of Life.